# Henry Taber
Henry Taber   (Staten Island, 10 de juny de 1860 - 6 de gener de 1936) va ser un matemàtic estatunidenc.

## Vida i obra
Taber va estudiar enginyeria mecànica a la Sheffield Scientific School de la Universitat Yale entre 1877 y 1882. En acabar, es va traslladar a Baltimore per estudiar matemàtiques a la universitat Johns Hopkins, seguint les classes de Charles Sanders Peirce i de William Edward Story. Va obtenir el doctorat el 1888, amb una tesi dirigida probablement per Story.
El curs següent va ser professor ajudant a la Johns Hopkins, però el 1889, en fundar-se la universitat de Clark i en traslladar-se a ella el seu mestre, Story, Taber també va prendre la decisió de seguir-lo. Tots dos van romandre a Clark com professors de matemàtiques fins a la seva jubilació el 1921.
La obra de Taber va ser, principalment, en teoria de les funcions, tot i que també va treballar en lògica matemàtica i en teoria de la inducció matemàtica.